# 岩崎峰子

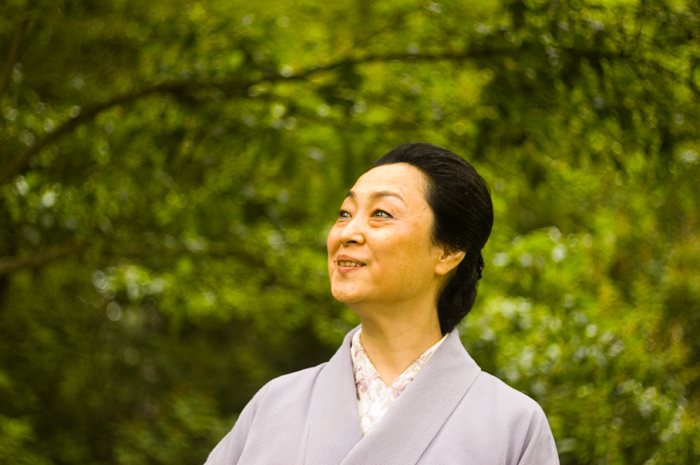
岩崎峰子

岩崎峰子（1949年11月2日—）是一名日本作家和前艺妓。岩崎峰子曾招待过包括伊丽莎白二世和查尔斯王子在內的众多名人和外国政要。29岁时她退出藝伎行業。美国一位作家在1997年写一个艺妓的回忆时，曾采访过她。 2002年，她出版了自己的自传。